# 沼澤門地鐵撞車事故
沼澤門地鐵撞車事故（英語：Moorgate tube crash）是一起於1975年2月28日發生在英國倫敦的交通事故，事發時間為該日上午8時46分，地點是北城市線的地下隧道內。當時一列北城市线的南下列車直接衝過原本要停靠的沼澤門站9号月台，並直接衝進终点隧道末端撞擊牆壁。事故造成43人死亡、另外74人受傷，是倫敦地鐵在非戰爭期間死傷人數最多的一樁事故。事後並未發現列車在撞擊前有產生機件故障的情形，環境部（DoE）在調查報告中表示當時的地鐵駕駛員沒有及時降低行車速度、亦沒有準確靠站，而決定肇事原因的證據也不夠充足。
這場致死意外發生後，引入了一套暱稱為「沼澤門防護裝置」（Moorgate protection，見下）、安裝在倫敦地鐵內各個末端路段的設備，可以在駕駛員無法煞車時自動讓列車停下。

## 事發過程

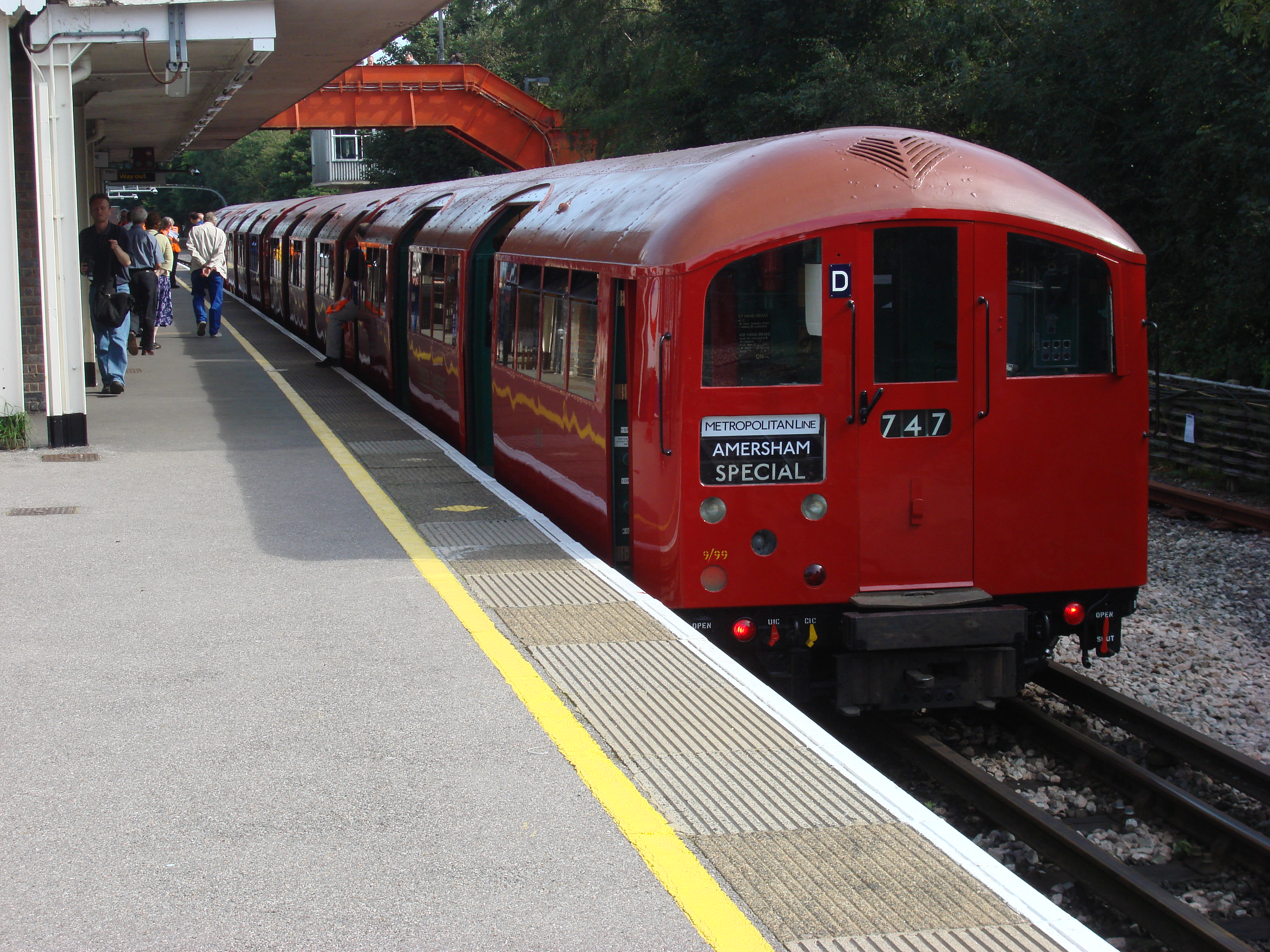
與沼澤門出事車輛「272號列車」同款的倫敦地鐵1938年型列車

1975年2月28日早上8時38分，從高貝利線北端終點站德雷頓公園站發車的272號列車，在耽擱了一分鐘後才出發南下。該列1938年型列車由兩組三節的車廂編成。當列車到達沼澤門時，由於未煞車的緣故，列車在進入設有紅燈停車號誌、防滑沙和液壓型止衝擋的尾軌內之前，時速估計約在30—40英里（48—64）左右，而防滑沙只減慢了些微的行駛速度，使得列車依然撞爛了止衝擋、然後狠狠擊上最後舖有磚頭的混凝土牆。
由於事發路段的隧道尺寸配合了淺層路線用車的車體限界，因此斷面淨空約高16英尺（4.9），而1938年型列車屬於車體較小的深層路線用車，因此在撞擊後有足夠的空間讓不同的車廂上下交疊，而272號車的單一一節車廂就長達15.9公尺，前三節車廂卻全部被壓縮在長度僅有66英尺（20）的尾軌內。當中，首當其衝的第一節車廂由前到後被壓成V型，前端與後端向天花板彎，中段附著在軌道上，第二節車廂嵌入其下方，第三節車廂則因為連結斷開，而爬到了第二節車廂的後端之上。在後段，第四節車廂的前半進了尾軌，後半則與第五、第六節車廂停留在沼澤門站內，損害情形都不嚴重。
失事當時正值早晨高峰時段，而沼澤門站又位於市中心，因此272號列車上當時還載有300名乘客，許多是準備去上班的通勤族，其中42名乘客與56歲的駕駛員雷司利·紐森（Leslie Newson）都魂斷地底，另有74名的乘客因為傷勢而必須送往醫院治療。

## 應變處理
當地鐵撞車後，急救人員在8時48分接獲了通知，第一批救護車在8時54分趕到現場，消防隊隊員則於8時58分抵達。營救過程之艱難，使得最後一位存活的乘客在撞車的13個小時後，也就是當天晚間22時05分才脫困。最後一名罹難者駕駛員紐森的遺體，更是直到3月4日的晚間20時才從列車殘骸中移出。
在系統影響方面，高貝利支線從事故發生起就受到延誤，臨時營運模式的起訖站改為德雷頓公園站及沼澤門站北邊的老街站，直到3月10日該支線恢復正常營運為止。

## 事後調查
環境部對於這樁撞車事故的調查報告於1976年3月4日公開，而事後測試顯示撞車的原因並不出在列車本身，因為事發時車上沒有出現機械失靈的情形。而調查中得出的證據也指出在撞車當下，駕駛員紐森的手是放在操縱台上的，而沒有像本能般地舉起來護住臉。其他調查員則從對目擊者舉行的採訪中得知了另一些細節：272號列車上的乘客記得該車進站時的速度不僅沒減少，反而還有加快，而站內候車的乘客則表示該車過站時，駕駛座上的紐森坐得挺直、眼睛也看著前方。調查過程中也檢視了馬達控制裝置的狀態，發現馬達直到撞車的兩秒之前都還正常通電。
紐森於1969年開始任職於倫敦地鐵，調查人員進行了驗屍之後並沒發現他在當時有出現中風或心肌梗死等病變的跡象，足以讓他無法正常工作。曾有懷疑認為紐氏是酒醉駛車才會肇事，但由於救難人員花了四天半才把遺體從車輛殘骸中運出，而延誤了這方面的調查作業。分析師檢測出紐森的血液內酒精濃度為80mg/100ml，但這樣的量遠不足以確定酒精是紐氏生前飲酒所致，還是遺體腐化過程中的產物。此外，雖然每100毫升80mg的濃度是目前英國法律對汽車酒駕的標準，但沒觸犯1975年當時的規定值，而且醫學專家們彼此之間對於何種酒精濃度足以影響紐森的列車駕駛能力也意見不一。另一方面，官方調查中的一些醫學推論也提高了其他情形的可能性，說紐森的身體可能是受暫時性全面失憶症或運動不能性緘默症等狀況影響，而在後者中，大腦正常運作，但患者在清醒的同時無法移動肢體。不過，調查中也指出這兩種推論的屬實與否，同樣不可能有足夠的證據支持——對運動不能性緘默症的檢測需要透過顯微鏡，而腦部在死後的變質使這種方法不可行，而暫時性全面失憶症也並非驗屍能夠追蹤的項目。
而在死因研訊的程序中，也推斷紐森生前並沒有自殺的動機。當時他的口袋裡放有270英鎊（換算成今日幣值約為1600英鎊），是打算在交班後給女兒買車用的。驗屍官在判決書中將紐森之死記載成意外身亡，而環境部的1976年報告書中則說沒有足夠證據顯示紐森是蓄意自殺或生理因素所致。而父親在沼澤門地鐵事故中喪命、並且出事當日正好被派去現場採訪的作家勞倫斯·馬克斯在2006年6月4日由英國第四台播出的紀錄片「我、父親與沼澤門事件」（Me, My Dad and Moorgate）裡，依然抱持了他個人的看法，即認為事件的肇因就是紐森試圖讓列車撞牆，以求一死。2009年的BBC第4頻道節目「有史以來」（In Living Memory）則提出了另一種假設，認為紐森可能是將沼澤門這個終點站搞混成已經封閉的路站（從20分鐘處開始）。

## 後續發展
倫敦地鐵於1975年10月起停止了所有行經北城線的列車服務，但這項決定是沼澤門事故之前就敲定的。英國鐵路則自1976年8月開始透過此線發出前往韋林花園城和赫特福德的列車，而不是像之前駛往寬街（Broad Street）的地鐵行駛模式。

### 「沼澤門防護裝置」
在沼澤門事故發生前的1971年，就發生了一宗操縱空列車的駕駛員因為在地下側線內未停車而殉職的案例。倫敦地鐵從該事件後就在該類地點裝設了車速控制裝備。在1975年2月當時，倫敦地鐵的19個死路中，12個裝有該款設備（pp. 400-401）。
隨著慘劇的發生，倫敦地鐵很快的改變了相關流程和規定，起訖站月台上的防護信號經過設計後，在列車慢速行經、或是完全停車時才會解除危急模式，但這種措施也造成了班車延誤等營運問題（pp. 400-401）。1978年7月，當局通過了「沼澤門防護裝置」的批准令，套用到各個隸屬於人工駕駛路線、且為軌道末端所在地的起訖站內。這套設備亦稱作「沼澤門控制裝置」（Moorgate Control）（25分鐘處）或「裝置」（Trains Entering Terminal Stations；進終點站列車）（pp. 400-401）。
其他防止沼澤門事故發生的措施，還包括了列車停車位置上的信號燈以及其遠方的改良版停車裝置，藉由時間的延遲，來確保進入終點站的列車都是慢速靠站（pp. 400-401）。而牽引供電系統上也加裝了电阻器，防止進站列車發生速度不減反增的情形。而在列車要出站時，繼電器又會阻斷這些設備的運作，使列車可以加速離開。1984年後，倫敦地鐵的每一車站都加裝了這套系統（pp. 400-401）。

## 紀念
2013年7月時，倫敦替一座4乘3英尺（1.2乘0.9）長的紀念碑舉行了揭幕式，上面列出了沼澤門地鐵事故中所有受難者的名字。這座紀念碑位於沼澤門站以北450碼（410）處的芬斯伯里廣場。

### 書籍
- Croome, D.; Jackson, A.  2nd. Capital Transport. 1993. ISBN 1-85414-151-1.
- McNaughton, Lt Col I K A.  (PDF). Department of the Environment. 1976-03-04  [2012-10-16]. （原始内容存档 (PDF)于2013-06-15）.
- . BBC Radio 4. 2009-12-02  [2012-01-26]. （原始内容存档于2021-03-01）.

## 延伸閱讀
- Holloway, Sally. . David and Charles. 1988. ISBN 0-7153-8913-0.

## 外部連結
- BBC News account of the accident （页面存档备份，存于）
- Photo of the wreckage （页面存档备份，存于） London Transport Museum

51°31′06″N 0°05′18″W / 51.5182°N 0.0883°W